# Roscommon, Michigan
Roscommon är administrativ huvudort i Roscommon County i den amerikanska delstaten Michigan. Enligt 2010 års folkräkning hade Roscommon 1 075 invånare.